# Kapraďovka podhořankovitá
Kapraďovka podhořankovitá (Plagiochila porelloides) je drobnější, sytě zelený druh z oddělení játrovek, hojně rostoucí po celém území České republiky.

## Popis
Kapraďovka podhořankovitá utváří foliózní typ stélky, skládá se tedy z lodyžky (kauloid), lístků (fyloidy) a příchytných vláken (rhizoidy). Lodyžka dorůstá 2–5 cm. Lístky jsou úzké s drobnějšími zuby. Rhizoidy se vyskytují vzácně v bazálních částech lodyh.

## Rozšíření a stanoviště
Druh se vyskytuje nejčastěji na suchých i vlhčích stinných skalách, vzácněji na holé zemi a tlejícím dřevě. Vyskytuje se na celém území České republiky, převážně na přechodu z nížin do lesního pásma hor. Celkově jsou kapraďovky rozšířeny v Severní Americe, Evropě, Sibiři i na Dálném východě.